# يوجين بيكر
يوجين بيكر (بالإنجليزية: Eugene Baker)‏ هو لاعب كرة قدم أمريكية أمريكي، ولد في 18 مارس 1976 في Monroeville, Pennsylvania ‏ في الولايات المتحدة.

## وصلات خارجية
- يوجين بيكر على موقع مرجع كرة القدم المحترفة.كوم (الإنجليزية)